# إدو كاسترو
إدو كاسترو (بالإنجليزية: Edo Castro)‏ هو عازف جاز وملحن أمريكي، ولد في 24 مايو 1957.

## وصلات خارجية
- إدو كاسترو على موقع ميوزك برينز (الإنجليزية)
- إدو كاسترو على موقع ديسكوغز (الإنجليزية)